# Gul strävsopp
Gul strävsopp (Leccinellum crocipodium) är en svampart som först beskrevs av Jean Baptiste Letellier, och fick sitt nu gällande namn av Bresinsky & Manfr. Binder 2003. Leccinellum crocipodium ingår i släktet Leccinellum och familjen Boletaceae.   Inga underarter finns listade i Catalogue of Life.
Arten är reproducerande i Sverige.

## Bildgalleri

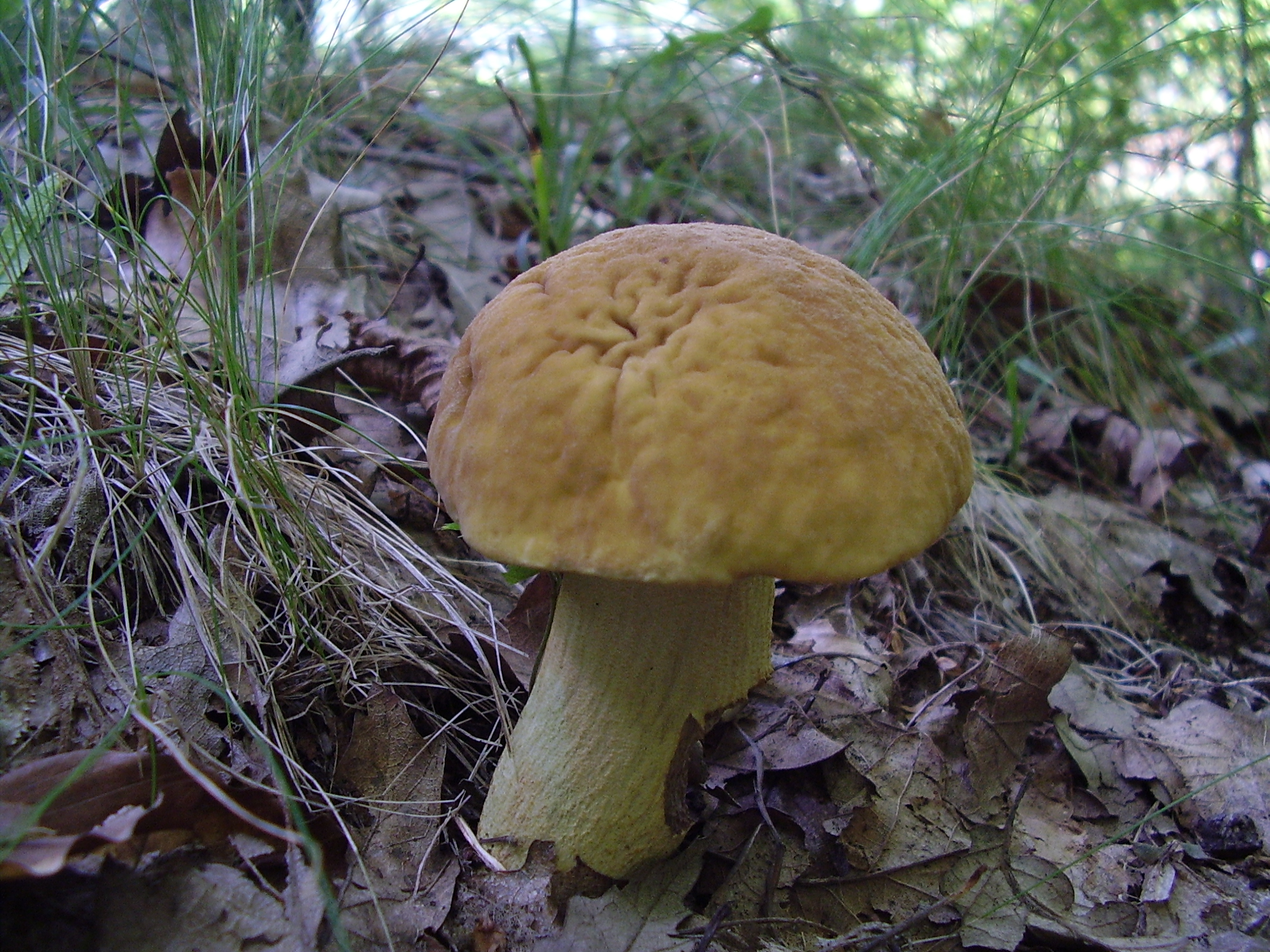
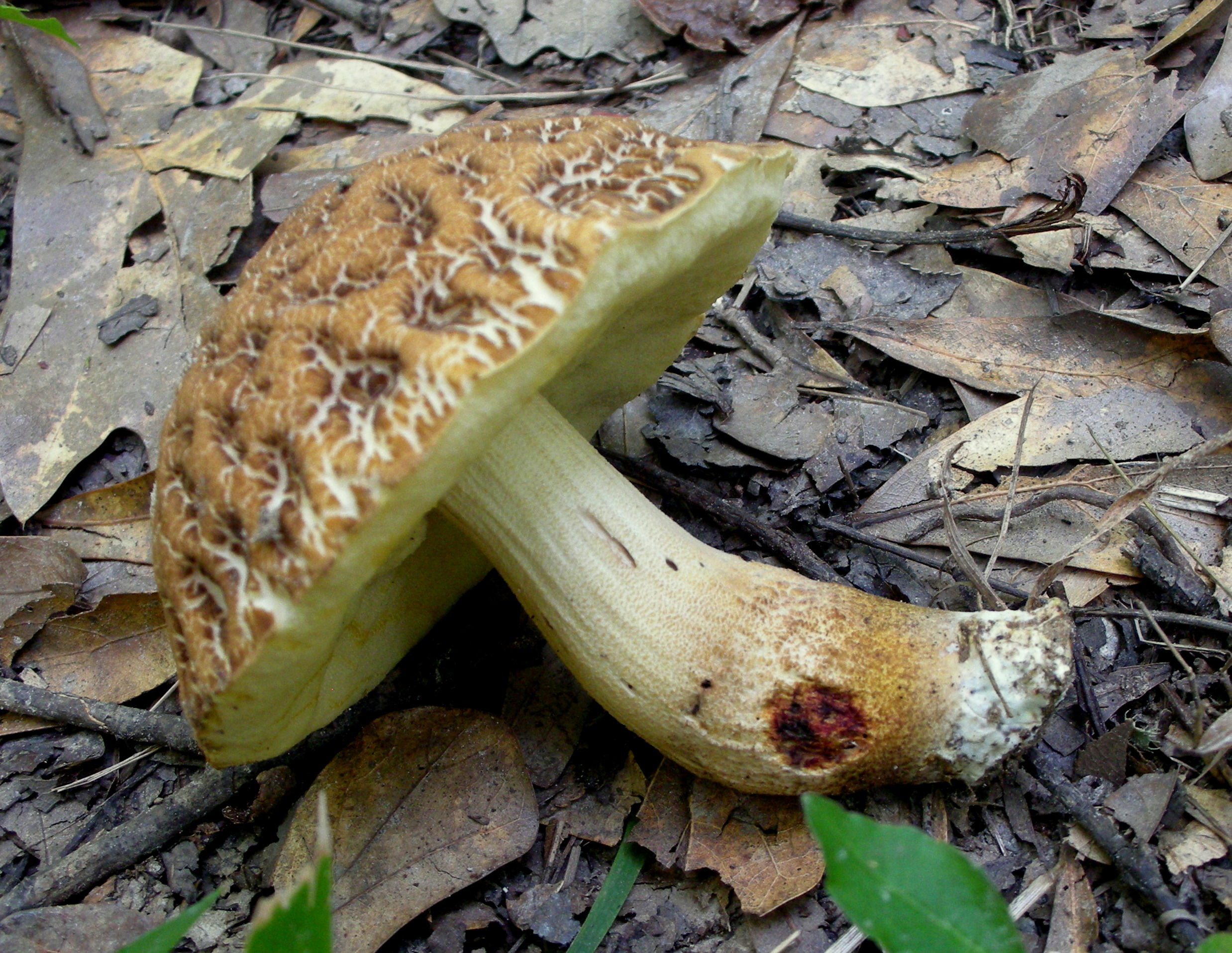
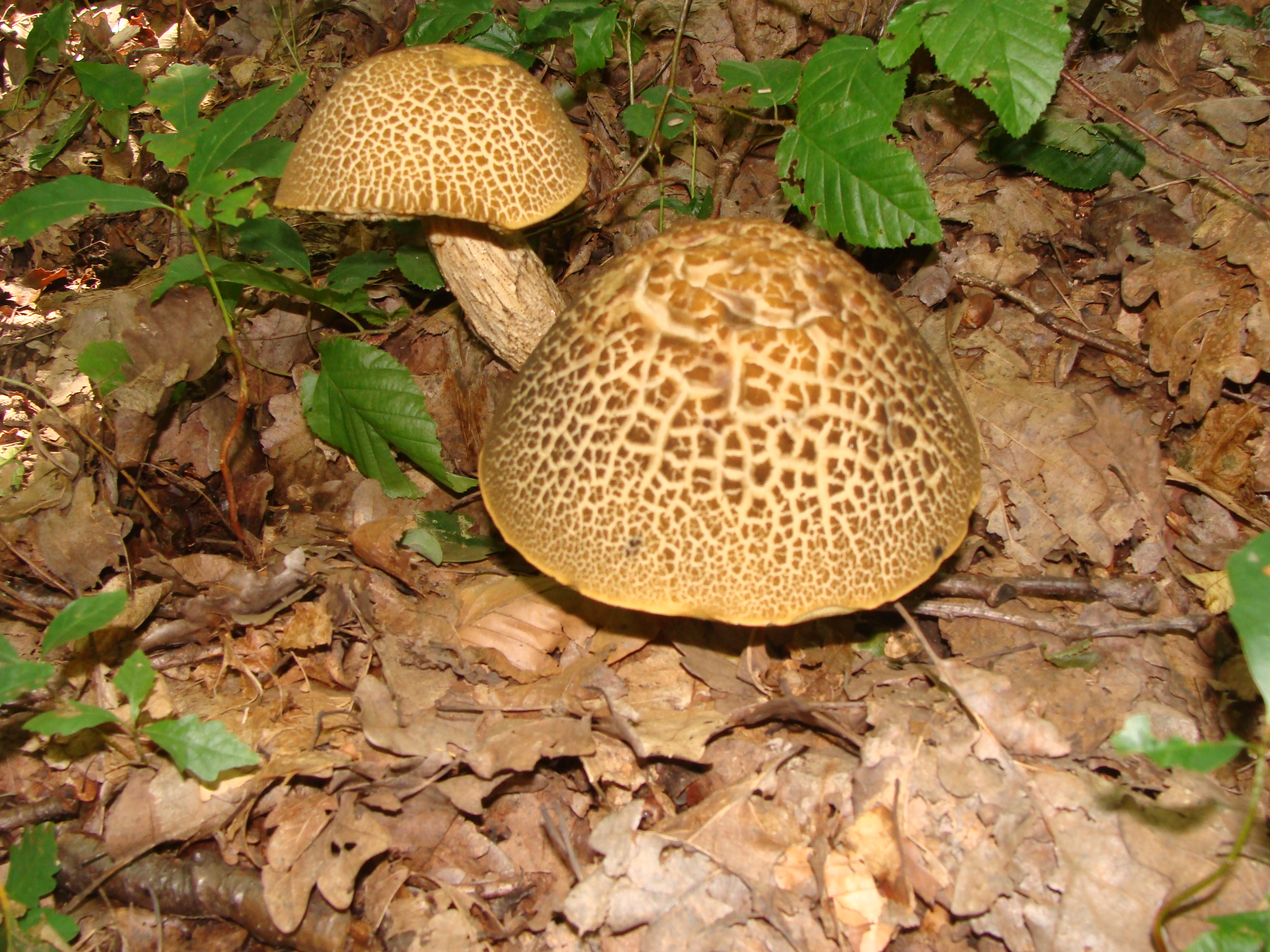